# Unterhaching
Unterhaching és el segon municipi més gran en el districte de Múnic, a Baviera (Alemanya). Es troba al sud de la capital, Múnic, i travessa la població el Hachinger Bach, un riuet que neix en una antiga vall glacial entre els districtes de Deisenhofen i Oberhaching i que, per evitar inundacions, està en part canalitzat.

## Història
A partir del descobriment de diverses tombes, aquest assentament a la vall de Haching es pot remuntar pel cap baix fins al 1100 aC. L'assentament de tribus bavareses es pensa que va tenir lloc entre els segles v i viii dC. No se sap gaire cosa d'aquells habitants de la vall, però les restes trobades pels arqueòlegs indiquen que devien ser rics i poderosos. El nom Haching ve del nom de persona Hacho i de la família noble dels Hahilinga.

## Energia
Gràcies a la seva situació geològica avantatjosa, a la conca de la Molassa bàvara, al nord dels Alps, el municipi d'Unterhaching disposa d'energia tèrmica renovable. A 3 km sota la superfície hi ha un aqüífer que transporta aigua calenta, de manera que es disposa d'energia tèrmica que s'emmagatzema a l'interior de la Terra i és una alternativa a l'energia obtinguda a partir de combustibles fòssils. El 2001 es va crear una empresa municipal, Geothermie Unterhaching GmbH & Co KG, per a l'explotació de l'energia tèrmica i el projecte es va dur a terme amb una empresa consultora de Nuremberg. La part més laboriosa i arriscada del projecte va ser la perforació. Es van fer dues perforacions de prospecció; la segona, completada el 2007, fins a 3.590 m de profunditat va trobar aigua a una temperatura de 133 °C i un cabal teòric de més de 150 litres per segon.
La central tèrmica va començar a funcionar l'octubre de 2007 per a la producció de calor i a partir de febrer de 2009 per a generar electricitat. La planta usava el cicle de Kalina per a l'obtenció d'energia, però el 2017 va deixar d'aplicar-se i de produir energia elèctrica. Tanmateix, unes 7.000 llars van seguir connectades al subministrament de calor del districte geotèrmic mitjançant una xarxa de calefacció de 47 km de longitud.
Malgrat tractar-se d'una font d'energia neta i renovable, no tothom està d'acord en l'explotació de l'energia geotèrmica. Hi ha sectors de la població que no la consideren renovable i que pensen que la tecnologia per a la seva extracció no està prou desenvolupada ni se’n coneix el possible impacte ambiental.

## Landschaftspark Hachinger Tal
El 1997, l'Ajuntament d'Unterhaching va adquirir bona part d'un aeròdrom abandonat, d'una extensió de 126 hectàrees, per tal de fer-hi una zona d'esbarjo i alhora mantenir i crear zones de protecció de la natura. És el Landschaftspark Hachinger Tal. El 2001 va convocar un concurs d'arquitectura paisatgística, que va guanyar l'empresa Atelier Loidl i s'ha anat implementant des d'aleshores. La pista d'aterratge divideix el parc. Quan es va construir la pista de l'aeròdrom es va desviar el Hachinger Bach i la llera original va ser segellada parcialment amb blocs de formigó. La zona va empobrir-se ecològicament i el projecte del parc paisatgístic estava pensat per reparar-ho, establint-hi zones humides alternades amb zones inundables que han creat diferents hàbitats per a la fauna i la flora

## Esport
Unterhaching compta amb un club de futbol fundat el 1925, Spielvereinigung Unterhaching, que en diverses ocasions ha jugat a la primera divisió (la Bundesliga).

## Poblacions agermanades amb Unterhaching
- Adeje (Tenerife, Espanya)
- Bischofhofen im Pongau (Salzburg, Àustria)
- Le Vésinet (Illa de França, França)
- Witney (Anglaterra, Regne Unit)
- Żywiec (Silèsia, Polònia)

## Galeria

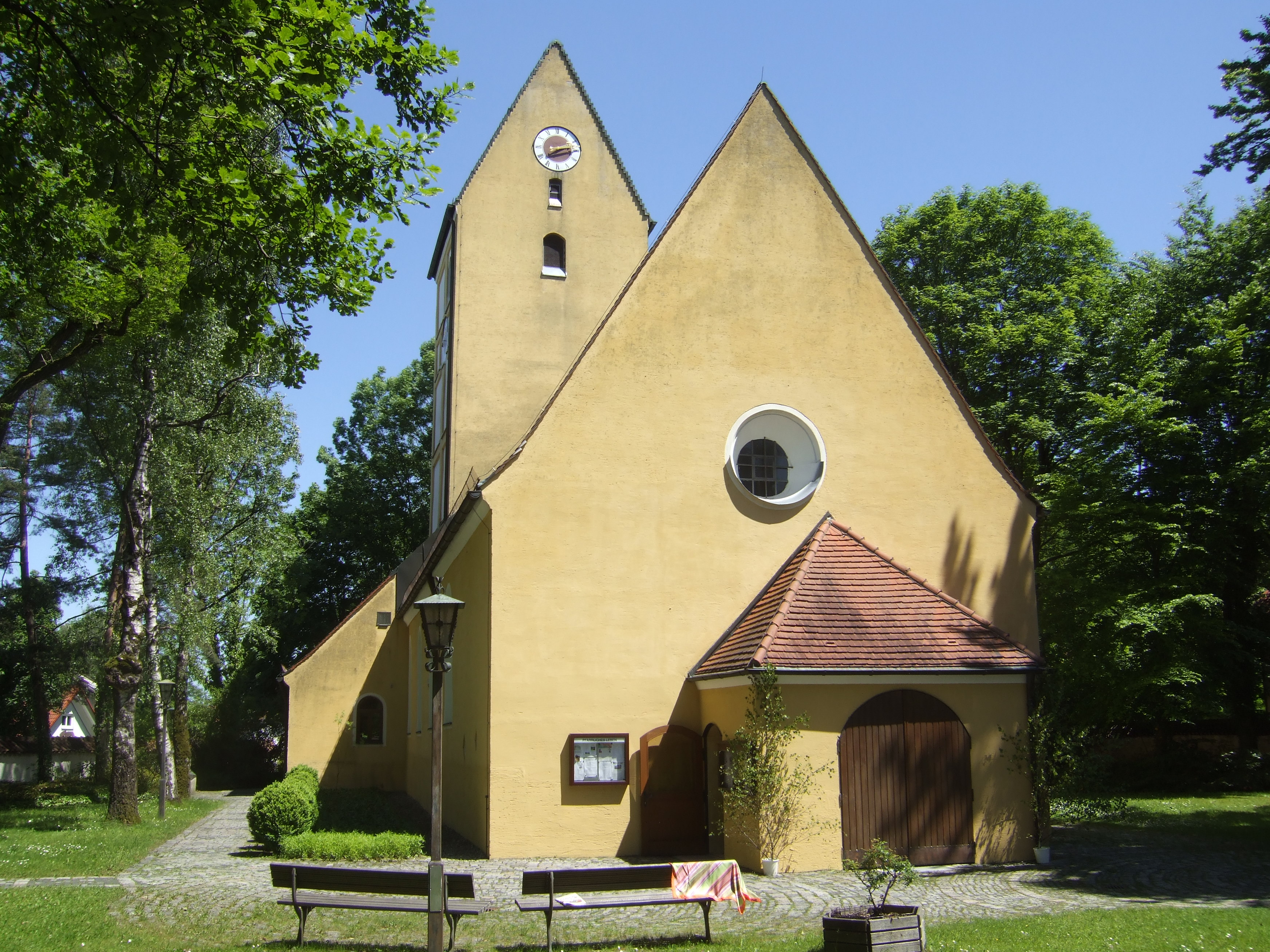
Església de Sant Corbinià
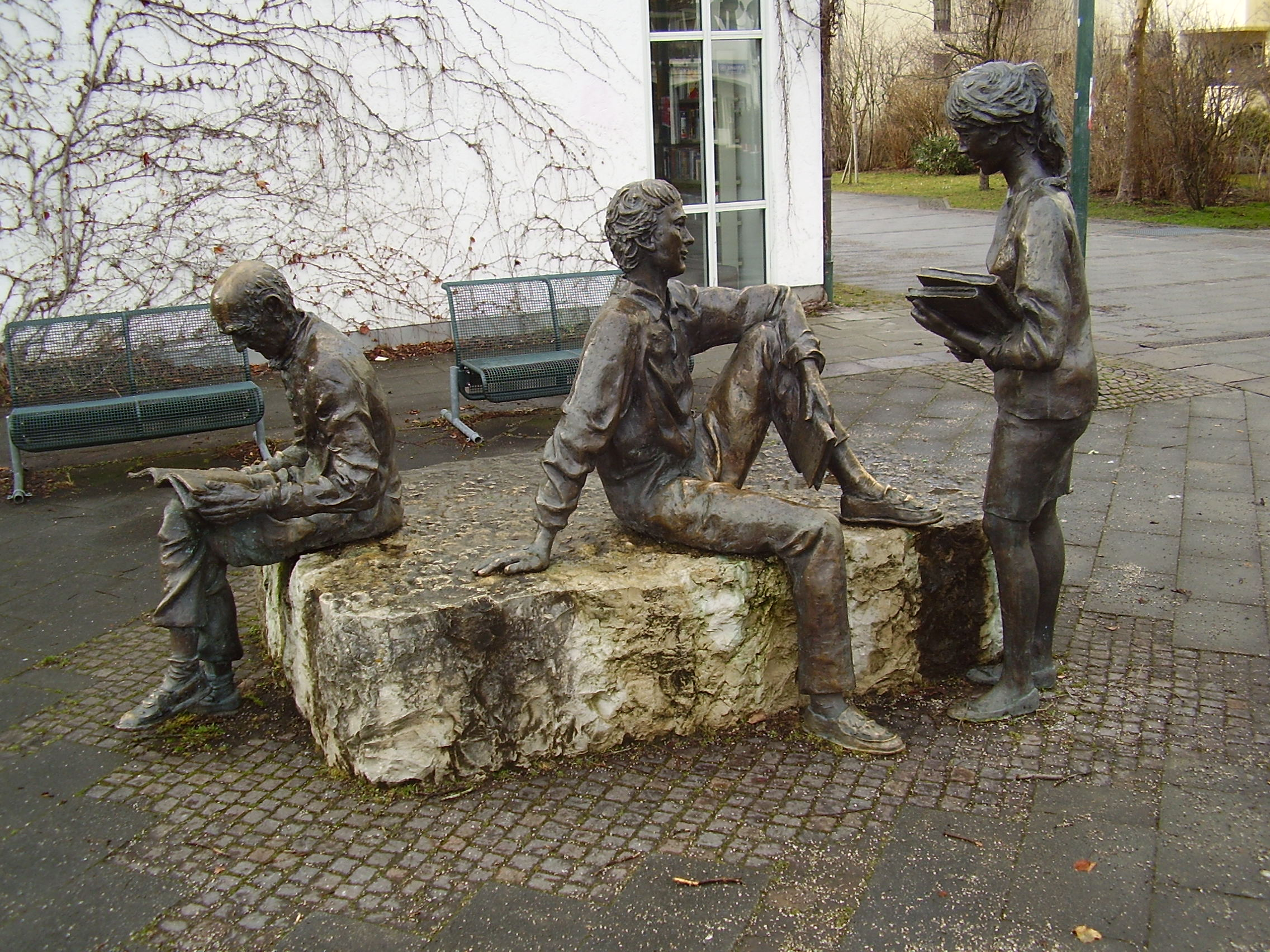
Els lectors, escultura de bronze d'Ivo Krizan
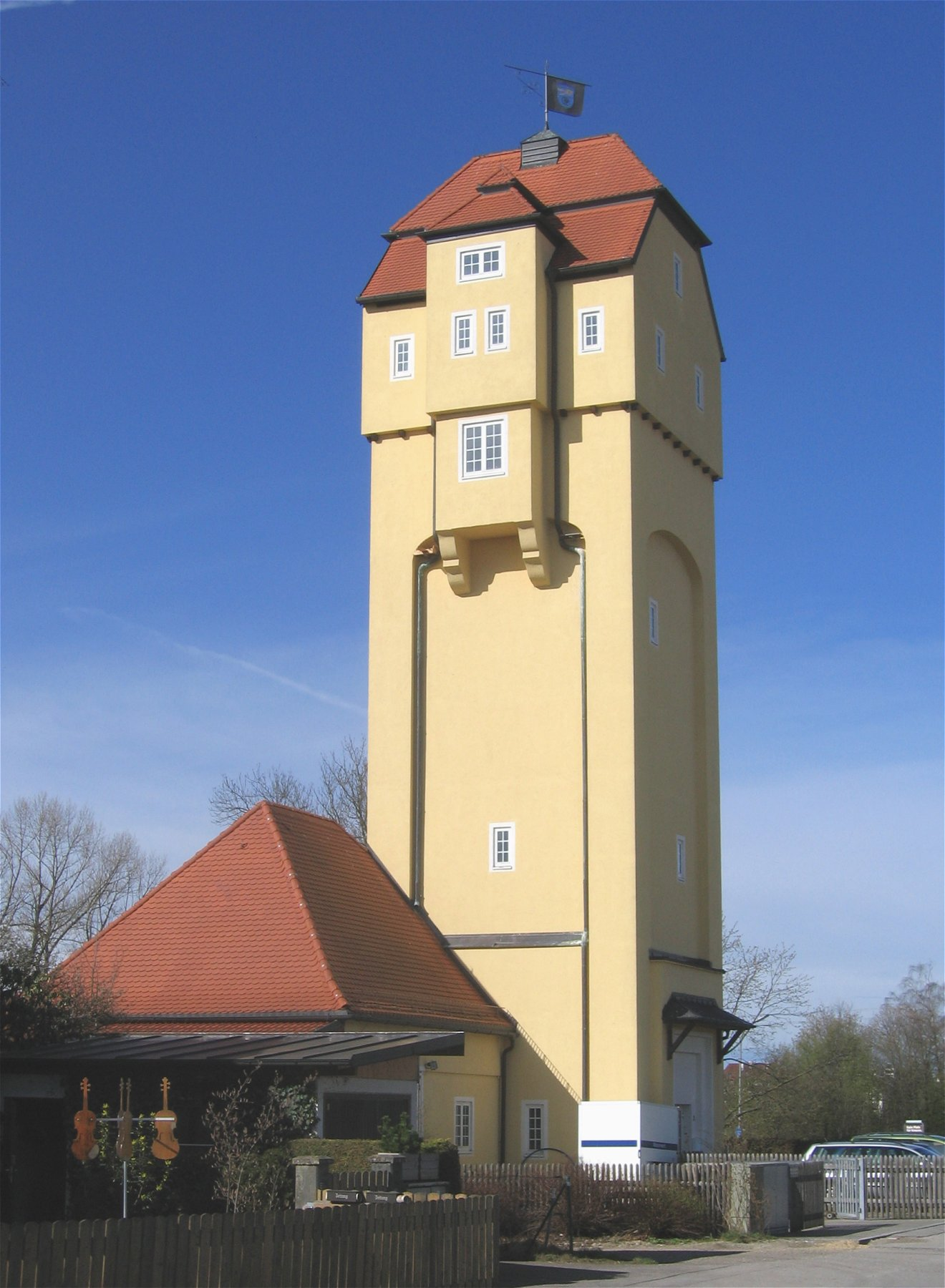
Torre d'aigües d'Unterhaching
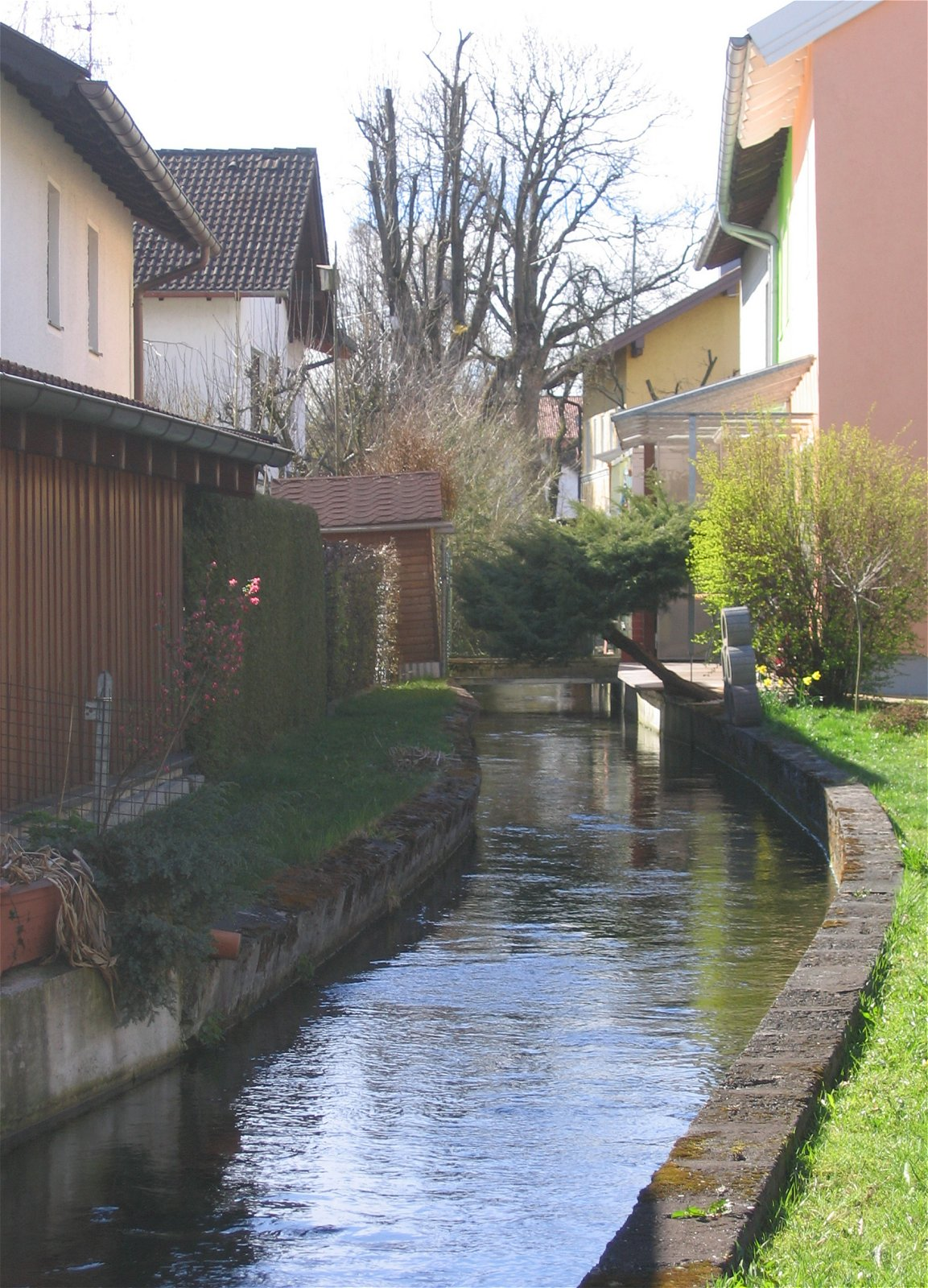
El Hachinger Bach al seu pas per Unterhaching
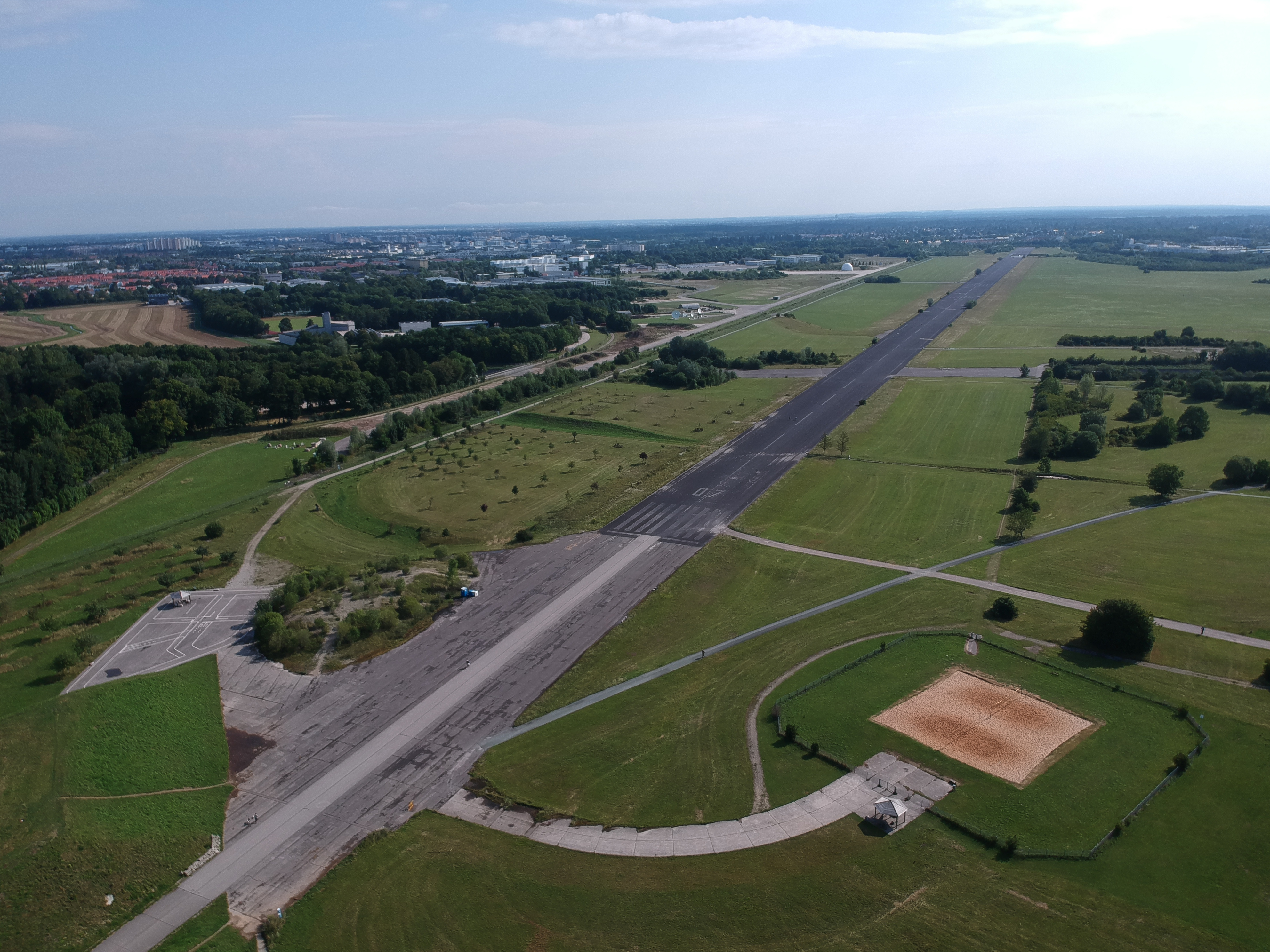
Vista aèria del Landschaftspark Hachinger Tal